# 最终幻想战略版
《最终幻想战略版》是一款由Squaresoft（后改名史克威尔，现史克威爾艾尼克斯）开发的PlayStation平台战略角色扮演游戏；游戏于1997年6月在日本发售，后于1998年1月在北美发售。本作為製作人松野泰己在PS上開發的第一款遊戲，與他先前的作品《皇家騎士團2》有著許多共通的設計，故事參考15世紀英格蘭王室內戰的玫瑰戰爭構成。PS版本在日本的銷量達135萬套，是業界中少有能在日本突破百萬銷量的戰棋遊戲，同版本的全球銷量累計超過240萬套。

## 遊戲系統

FFT的等量投影（非透視）實時三維戰場

FFT是以扮演主角拉姆薩展開遊戲，遊戲的基本流程是在大地圖以點到點的形式移動，如果主角身處城鎮就可以使用城鎮設施，在酒吧玩家可以閱讀傳聞了解故事世界的當前狀況，或者派遣同伴接受支線任務賺取金錢及與小獎勵。如果是在野外地點發生主線戰鬥後，再次行經或進入這些點時會有一定機率遇上隨機戰，方便玩家練級等。

### 同伴
遊戲分為「大眾臉」的同伴及加入主角團隊的劇情人物。大眾臉同伴可以自由地到各地的戰士斡旋所雇用，但都是等級只有1的見習戰士，大眾臉的優勢是能被分派執行酒吧任務，完成後參與任務的角色可以獲得自身職業的JP與金錢道具，劇情人物不能執行酒吧任務。

### 職業
所有角色的職業都是以見習戰士（物理系）及道具士（魔法系）為起點，某些特定人物則有自己的專屬職業取代見習戰士，可自由修鍊使用的職業多達20種，除了舞女（限女性角色）及詩人（限男性角色）有性別限制之外，其他所有職業都能不分男女自由修鍊。職業經驗與人物經驗兩者分開獨立計算，培養人物時必須兩者兼顧非常累人。

### 職業點數
角色在戰鬥中行動或做任務都能累積自身職業的JP，同一人物的各個職業JP完全獨立分開計算，所以培育起來非常曠日費時。JP有兩個用途，一是學習被動技能，二是令職業升級，以8級封頂，職業等級越高戰鬥時獲得的JP就會越多。職業等級升到足夠程度時就能開啟新職業，初階職業一般只要求一個職業達到一定等級就能出現，上位職業則需要滿足數個職業等級才能使用。

### 技能
每個職業都有其技能，一旦技能學會以後即使轉職成別的職業，也可以自由選擇喜歡的技能使用。職業技能分為4大類，分別是「職業特殊能力」、「反應特殊能力」、「輔助特殊能力」及「移動特殊能力」。職業特殊能力為主動技，後三者為被動技，一個角色的4大類技能只能各裝一個。職業特殊能力為該職業最具特色的行動手段。

## 劇情大綱

### 人物
故事發生在一個名叫「伊瓦利斯」的國家與鄰國經歷了一場歷時50年的戰爭後，引發兩個王室公爵發起的爭權內戰──「獅子戰爭」。
主角為庶出的貴族么男【拉姆薩・貝歐布】（ラムザ・べオルブ），與平民出生並受貝歐布家扶養的好友【迪利塔·海拉爾】（ディリータ・ハイラル）授命加入討伐軍參與殲滅叛軍的行動，因為與迪利塔相依為命的妹妹被叛軍脅持時，其平民身分不被貴族組成的討伐軍重視，反被討伐軍放冷箭殺死以解除叛軍的人質威脅，此冷血行為讓主角二人對於貴族有很大反感，暴怒的迪利塔更因痛失唯一親人而離開貝歐布家，從此變成一名自私利己的梟雄。
事後拉姆薩摒棄貴族的身分加入了雇佣兵團過著漫無目的的傭兵生活，迪利塔為了自身利益而在貴族與教會之間往來奔走、策劃起自己的奪國大計。兩人在奧維莉雅公主（王女オヴェリア）綁架事件中重逢，這件事成了拉姆薩投身阻止內戰的動機，但因為干涉了教會利用黃道十二宮聖石及其勇者傳說挽回民眾聲望的的陰謀，而被打壓為異端通緝追捕。另一方面迪利塔騙取奧維莉雅的信任，進一步向著自己的野心推進。
結局為拉姆薩擊倒通過聖石復活的聖阿斯拉，帶著阿魯瑪過著隱姓埋名的生活。迪利塔雖然成為後世傳頌的伊瓦利斯「英雄王」但遭到已成枕邊人的奧薇莉雅暗殺，身中一刀的迪利塔在一陣錯愕之後反殺奧維莉雅，並拖著沉重痛苦的步伐仰天說出耐人尋味的一句話：「拉姆薩...你這麼做得到了什麼...而我...」重傷的迪利塔是死是活沒有交代，留下想像空間。

## 音樂
FFT是其中一款冠以「最终幻想」之名而沒有由系列作曲家植松伸夫執筆的遊戲。製作人松野泰己將以前在前東家Quest一直合作的音樂家崎元仁、岩田匡治帶到Square為FFT譜曲，崎元和岩田為FFT譜寫的原聲都幾乎沒有採用合成電子的樂器，而只使用原音樂器。音樂風格承襲《皇家騎士團》系列、結合了軍樂和中古世紀奇幻色彩的的數位管弦交響樂。

## 迴響
| 媒体                               | 得分      |
| ---------------------------------- | --------- |
| GameSpot                           | 8.9 / 10  |
| IGN                                | 8.5 / 10  |
| Fami通                             | 34 / 40   |
| Electronic Gaming Monthly          | 8.87 / 10 |
| Official U.S. PlayStation Magazine | 4 / 5     |

FFT在各方面受到許多正面評價，IGN.com於1998年授予FFT主筆之選，讚揚其迷人的遊戲畫面、戰鬥環境及極度精心設計的美工。魔法及召喚畫面的精細度（在當時而言）能與《最终幻想VII》匹敵。 Gamespot.com 讚美遊戲的戰鬥流程需求比一般角色扮演遊戲更多的戰略思考、有深度的故事及轉折的情節，除開拙劣的英語版翻譯的因素，FFT被冠為任何時候都是最優秀的遊戲之一。
FFT的成功成為了其他遊戲創作人的參考目標，但以同為戰棋類的角色扮演遊戲鮮有能超越FFT的成績。亦因為FFT的成就導致了但凡是此之後推出的同類型遊戲經常會被玩家及媒體拿來與FFT作比較。而隨著FFT的面世所啟發的遊戲比較有代表性的包括Black Matrix、封神演義 (遊戲)、星神、Gate Keepers、前線任務3及Disgaea系列等。仙境传说作為一款取得世界性成功的韓國網絡遊戲，其設定、美術風格及畫面引擎都有著強烈的FFT影子。拋棄了傳統ATB系統的《最终幻想X》則採用了修改自FFT的CTB來計算戰鬥單位的行動順序。

## 最终幻想战略版：狮子战争
為紀念FFT（日語版）發售10週年，伊瓦莉斯聯盟將本作完全移植到PSP上並以「獅子戰爭」做為副標題。新增以卡通渲染重新製作的過場動畫、兩個新職業、新支線劇情及同伴、2人連線對戰、2人連線協力戰鬥等等。英文版新增了日語版沒有的過場動畫中的配音，還有在PS英文版中備受批評的翻譯在PSP英文版中得以重新修訂以更付合FFT的時代背景。
但是PSP版被批評為沒有誠意的模擬器之作，因為施放招式的動畫特效會有非常嚴重的LAG問題，優化極度差勁，成為本移植版差評的重要原因。后来亦新增移植iOS平台。

## 外部連結
- FINAL FANTASY TACTICS 獅子戦争 （页面存档备份，存于）（日語）